# Potentilla williamsii
Potentilla williamsii är en rosväxtart som beskrevs av J. Soják. Potentilla williamsii ingår i Fingerörtssläktet som ingår i familjen rosväxter. Inga underarter finns listade i Catalogue of Life.